# Terrance Henry
Terrance Tramayne Henry (Monroe, 18 ottobre 1989) è un ex cestista statunitense, professionista in NBDL e in Europa.